# بيتر هورن
بيتر هورن (بالإنجليزية: Peter Horn)‏ هو مؤلف وكاتب وشاعر جنوب أفريقي، ولد في 7 ديسمبر 1934 في تبليتسه في التشيك.